# Виктор Линдельоф
Виктор Линдельоф (на шведски: Victor Lindelöf) е шведски футболист, защитник.

## Кариера

### Клубна кариера
Започва да тренира футбол в отбора от родния си град – Вестерос, и през 2010 г., едва на 16 години, дебютира за мъжкия отбор. Въпреки крехката си възраст Линдельоф се превръща в титуляр, и до 2011 година, когато талантът му е забелязан от португалския гранд Бенфика, изиграва над 40 мача. Подписва договор с „орлите“ от Лисабон през декември 2011 г. Сезон и половина прекарва с младежката формация, с която печели титлата в шампионата до 19 г. през сезон 2012/13. Дебютира за първия отбор на 19 октомври 2013 г. Сезон 2013/14 прекарва основно във втория отбор на Бенфика. През лятото на 2015 г. начело на Бенфика застава Руй Витория, под чието ръководство Линдельоф се превръща в несменяем титуляр до края на престоя си в Португалия, изигравайки над 50 мача за първия тим.
От 10 юни 2017 г. е играч на Манчестър Юнайтед. Официалния си дебют за „червените дяволи“ прави в мача за Суперкупата на УЕФА.

### Национален отбор
Линдельоф преминава през всички младежки гарнитури на Швеция. Дебютира за младежкия отбор до 21 години през 2014 г. През 2015 г. участва на Европейското първенство за младежи.
За мъжкия състав дебютира през март 2016 г. в мач срещу Турция. Участник на Евро 2016 с „тре кронур“.

## Успехи
Вестерос
- Шампион на трета шведска дивизия (1): 2010

 Бенфика
- Шампион на Португалия (3): 2013/14, 2014/15, 2015/16, 2016/17
- Носител на Купата на Португалия (2): 2013/14, 2016/17
- Носител на Купата на Португалия (1): 2015/16
- Носител на Суперкупата на Португалия (1): 2016

 Манчестър Юнайтед
- ФА Къп (1): 2023/24
- Купа на лигата (1): 2022/23